# Parti communiste du Danemark
 (novembre 2018).
Si vous disposez d'ouvrages ou d'articles de référence ou si vous connaissez des sites web de qualité traitant du thème abordé ici, merci de compléter l'article en donnant les références utiles à sa vérifiabilité et en les liant à la section « Notes et références ».
Pour les articles homonymes, voir DKP (homonymie).
Ne doit pas être confondu avec Parti communiste au Danemark.
Le Parti communiste du Danemark (Danmarks Kommunistiske Parti, DKP) fut fondé en 1919, sous le nom « Parti socialiste de gauche du Danemark » (Danmarks Venstresocialistiske Parti), et adopta son nom actuel en 1920. L'organisation de jeunesse du parti, la Jeunesse communiste du Danemark (Danmarks Kommunistiske Ungdom, DKU), fut dissoute en 1990.

## Histoire
Le parti fut interdit pendant l'occupation du Danemark par l'Allemagne nazie, entre 1941 et 1945 et ses membres furent arrêtés. Des militants communistes fondèrent dès 1942 un groupe de résistants nommé « Partisans communistes » (Kommunistiske Partisaner, KOPA). Le mouvement changea de nom en 1943 pour devenir les « Citoyens partisans » (Borgerlige Partisaner, BOPA).
Le DKP entre au parlement en 1932 et y reste jusqu'à son interdiction en 1941. Il fait son retour en 1945 et y est représenté jusqu'en 1960, puis de 1973 à 1979. Le Parti communiste danois s'allia en 1989 avec le Parti socialiste des travailleurs et les Socialistes de gauche, pour former la Liste de l'unité qui entra au parlement en 1994 avec 6 mandats. Le Parti communiste lui-même n'est toutefois plus représenté au Parlement national depuis 1979.
Le journal quotidien du parti Land og Folk (« Pays et peuple »), fut distribué de 1945 à 1990.

## Secrétaires généraux du parti
- Ernst Christiansen : (1919-1926)
- Sigvald Hellberg : (1926-1927)
- Thøger Thøgersen : (1927-1931)
- Aksel Larsen (1932-1958), qui fonde le Parti populaire socialiste (SF) après des divergences, et dont il est secrétaire de 1959 à 1968.
- Knud Jespersen (1958-1977)
- Jørgen Jensen (1977-1987)
- Ole Sohn (1987-1991)
- Le parti adopte une direction collective de 1991 à 2003.
- Henrik Stamer Hedin (depuis 2003)

## Membres célèbres
- Martin Andersen Nexø, écrivain.
- Ruth Berlau, actrice.
- Herluf Bidstrup, caricaturiste.
- Jens-Peter Bonde, homme politique, membre du Parti communiste puis fondateur du Mouvement de juin.

## Résultats électoraux
| Année            | Voix    | %       | Mandats  | Rang    | Gouvernement |
| ---------------- | ------- | ------- | -------- | ------- | ------------ |
| 1920 (avril)     | 3 859   | 0,4     | 0 / 139  |         |              |
| 1920 (juillet)   |         |         |          |         |              |
| 1920 (septembre) | 5 160   | 0,4     | 0 / 148  |         |              |
| 1924             | 6 219   | 0,5     | 0 / 148  |         |              |
| 1926             | 5 678   | 0,4     | 0 / 148  |         |              |
| 1929             | 3 656   | 0,2     | 0 / 148  |         |              |
| 1932             | 17 179  | 1,1     | 2 / 148  |         |              |
| 1935             | 27 135  | 1,9     | 2 / 148  |         |              |
| 1939             | 40 893  | 2,4     | 3 / 148  |         |              |
| 1943             | Illégal | Illégal | Illégal  | Illégal |              |
| 1945             | 255 236 | 12,5    | 18 / 148 |         |              |
| 1947             | 141 094 | 6,8     | 9 / 148  |         |              |
| 1950             | 94 523  | 4,6     | 7 / 149  |         |              |
| 1953 (avril)     | 98 940  | 4,8     | 7 / 149  |         |              |
| 1953 (septembre) | 93 824  | 4,3     | 8 / 175  |         |              |
| 1957             | 72 315  | 3,1     | 6 / 175  |         |              |
| 1960             | 27 298  | 1,1     | 0 / 175  |         |              |
| 1964             | 32 390  | 1,2     | 0 / 175  |         |              |
| 1966             | 21 553  | 0,8     | 0 / 175  |         |              |
| 1968             | 29 706  | 1,0     | 0 / 175  |         |              |
| 1971             | 39 564  | 1,4     | 0 / 175  |         |              |
| 1973             | 110 715 | 3,6     | 6 / 175  |         |              |
| 1975             | 127 837 | 4,2     | 7 / 175  |         |              |
| 1977             | 114 022 | 3,7     | 7 / 175  |         |              |
| 1979             | 58 901  | 1,9     | 0 / 175  |         |              |
| 1981             | 34 625  | 1,1     | 0 / 175  |         |              |
| 1984             | 23 085  | 0,7     | 0 / 175  |         |              |
| 1987             | 28 974  | 0,9     | 0 / 175  |         |              |
| 1988             | 27 439  | 0,8     | 0 / 175  |         |              |